# Le Téléphone rose (film, 1975)
Cet article concerne le film sorti en 1975. Pour le film sorti en 2012, voir Le Téléphone rose.
Pour plus de détails, voir Fiche technique et Distribution.
Le Téléphone rose est un film français réalisé par Édouard Molinaro, sorti en 1975.

## Synopsis
Des difficultés financières vont entraîner le rachat de l'entreprise Castejac de Toulouse par le groupe américain Fielding. Benoît Castejac se rend à Paris pour négocier avec Morrison, le représentant du groupe. Ce dernier charge son directeur des relations publiques, Levêgue, de fournir une call-girl au PDG toulousain : il s'agit de rendre plus agréable son séjour et plus facile la négociation. Benoît rencontre Christine, qu'on lui présente comme la nièce de Levêgue, et en tombe amoureux. De retour à Toulouse, il doit faire face à une grève menée par Bastide, le délégué syndical et l'un des joueurs de l'équipe de rugby animée par Benoît. Lors d'un nouveau séjour à Paris, celui-ci apprend de Levêgue la vérité. Il fait venir Christine, l'insulte, puis il la supplie de le suivre. Christine se moque de lui. À Toulouse, Françoise Castejac, jalouse, décide de coucher avec un envoyé de Morrison, puis de se séparer de Benoît. Celui-ci est seul, abandonné de tous. Un dernier espoir : Christine.

## Fiche technique
- Titre : Le Téléphone rose
- Réalisateur : Édouard Molinaro
- Assistant réalisateur : Philippe Monnier
- Scénario, adaptation et dialogues : Francis Veber
- Décors : François de Lamothe
- Images : Gérard Hameline
- Son : Bernard Bats
- Musique : Vladimir Cosma
- Montage : Robert et Monique Isnardon
- Production : Gaumont International et production 2000
- Producteur : Alain Poiré
- Pays :  France
- Genre : comédie
- Durée : 95 minutes
- Date de sortie :
- France - 15 octobre 1975

## Distribution
- Mireille Darc : Christine
- Pierre Mondy : Benoît Castejac
- Michael Lonsdale : Morrison, président du groupe américain Fielding
- Françoise Prévost : Françoise Castejac
- Daniel Ceccaldi : Maurice Levêgue, directeur des relations publiques
- Gérard Hérold : Jacques Delorme
- Raoul Curet : le vendeur de chez Cartier
- Robert Dalban : Lartigue, le comptable
- Jean-Pierre Garrigues : Michaud
- Robert Lestourneaud
- Robert Lombard : le client de Christine, amateur de montres
- Pierre Maguelon : le patron de la brasserie, ami de Benoît
- Louis Navarre : le maître d'hôtel
- Yvon Sarray
- André Vallardy : René Bastide, délégué syndical et rugbyman
- Françoise Bats (alias Nathalie Clément-Villeret) : Germaine
- Lucienne Legrand : la secrétaire de Levêgue (non créditée)
- Édouard Molinaro : l'homme qui croise Levêgue, hilare, aux toilettes (caméo, non crédité)